# Ami Kondóová
Ami Kondóová (* 9. května 1995 Nagoja) je japonská zápasnice – judistka, bronzová olympijská medailistka z roku 2016

## Sportovní kariéra
S judem začala v 5 letech. Od roku 2013 se připravuje v profesionálním judistickém týmu pojišťovny Mitsui Sumitomo Insurance pod vedením Hisaši Janagisawy a jeho asistentů. V japonské seniorské reprezentaci se pohybuje od roku 2013 v superlehké váze do 48 kg.
V roce 2016 se kvalifikovala na olympijské hry v Riu a v japonské olympijské nominaci porazila Harunu Asaimovou. Na olympijský turnaj se připravila velmi dobře, ve čtvrtfinále nevzdala souboj s Galbadrachyn Otgonceceg z Kazachstánu, se kterou ještě minutu před koncem prohrávala na wazari. V závěrečné minutě dotáhla techniku harai-goši v boji na zemi do držení a udžela soupeřku potřebný čas pro získání iponu. V semifinále však nestačila na výborně připravenou Argentinku Paulu Paretovou. V boji o třetí místo uspěla proti Mongolce Uranceceg a získala bronzovou olympijskou medaili.

### Vítězství
- 2013 – 1x světový pohár (Kano Cup)
- 2014 – 1x světový pohár (Kano Cup)
- 2015 – 1x světový pohár (Kano Cup)
- 2016 – turnaj mistrů (Guadalajara)
- 2017 – 2x světový pohár (Jekatěrinburg, Kano Cup)
- 2018 – 1x světový pohár (Chöch chot)

## Výsledky
| Olympijské hry    |    | — |   |    |    | 3. |    |    |  |  |  |  |  |  |  |  |  |  |  |  |  |  |  |  |  |
| Mistrovství světa | —  |   | — | 1. | 3. |    | 3. |    |  |  |  |  |  |  |  |  |  |  |  |  |  |  |  |  |  |
| Asijské hry       |    |   |   | —  |    |    |    | 2. |  |  |  |  |  |  |  |  |  |  |  |  |  |  |  |  |  |
| Mistrovství Asie  | —  | — | — |    | —  | —  | —  |    |  |  |  |  |  |  |  |  |  |  |  |  |  |  |  |  |  |
| MS juniorů        | —  |   | — | 1. | —  |    |    |    |  |  |  |  |  |  |  |  |  |  |  |  |  |  |  |  |  |
| MS dorostenců     | 1. |   |   |    |    |    |    |    |  |  |  |  |  |  |  |  |  |  |  |  |  |  |  |  |  |